# Ernst Oppert
Ernst Jakob Oppert (Amburgo, 5 dicembre 1832 – Amburgo, 19 settembre 1903) è stato un uomo d'affari tedesco.
È noto soprattutto per il fallito tentativo di trafugare a fine di ricatto i resti del padre del reggente coreano Heungseon Daewongun affinché quest'ultimo eliminasse le barriere commerciali coreane.

## Biografia
Oppert nacque in una ricca famiglia di banchieri di Amburgo. Due dei suoi fratelli, Julius e Gustav, divennero importanti orientalisti tedeschi.
Oppert aprì un'attività commerciale a Hong Kong  nel 1851. Quando nel 1867 la società fallì, si interessò al commercio con la Corea, che all'epoca seguiva una rigida politica isolazionista e che Oppert visitò clandestinamente diverse volte. Pur non avendola appresa, Oppert giudicò la lingua coreana molto più difficile da imparare rispetto al cinese o al giapponese:

## Il tentativo di trafugamento della salma del principe Namyeon
Mentre si trovava a Shanghai, Oppert incontrò un sacerdote francese di nome Féron, che aveva escogitato un piano per dissotterare e trafugare le spoglie del padre del reggente Yi Haeung, che governava il Paese per conto del figlio, Re Gojong, con lo scopo di ricattarlo e fargli aprire il Paese al commercio. Riforniti di denaro e armi da un americano, E. F. B. Jenkins, partirono il 30 aprile 1868. Quando raggiunsero la tomba, cercarono di trafugare il corpo, ma furono fermati dalla massiccia lastra di pietra che copriva i resti del principe Namyeon e dovettero andarsene senza aver raggiunto il loro obiettivo. Sulla via del ritorno, i soldati coreani ebbero uno scontro con il gruppo di Oppert e Féron, che dovettero fuggire dal Paese. L'incidente fece infuriare i coreani, che divennero ancora meno propensi a commerciare con gli stranieri.

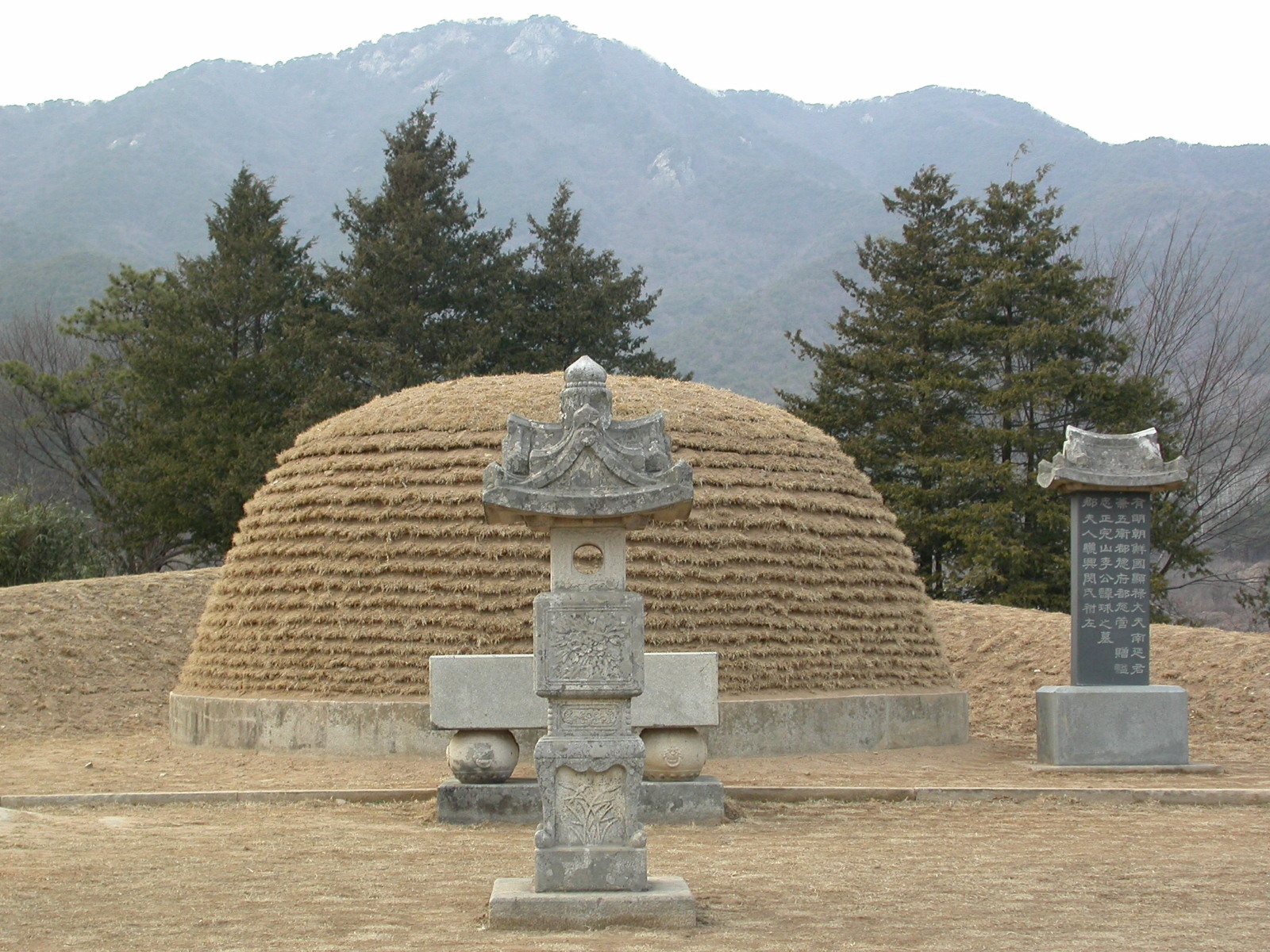
La tomba del principe Namyeon

Secondo A. H. S. Landor, la storia del fallito tentativo di Oppert era ancora ben nota in Corea verso la fine del XIX secolo e veniva raccontata agli stranieri al loro arrivo: si sosteneva che un membro del gruppo di razziatori vivesse ancora a Chemulpo.

## Ultimi anni
Oppert tornò in Germania, dove condusse una normale vita da uomo d'affari. Alcune fonti sostengono che abbia trascorso alcuni mesi in carcere per la vicenda del tentato trafugamento. Nel 1880 pubblicò un libro sulla Corea intitolato Ein verschlossenes Land. Reisen nach Corea. Originariamente pubblicato dalla Brockhaus di Lipsia, il libro fu tradotto anche in inglese.